# Princess Juliana International Airport

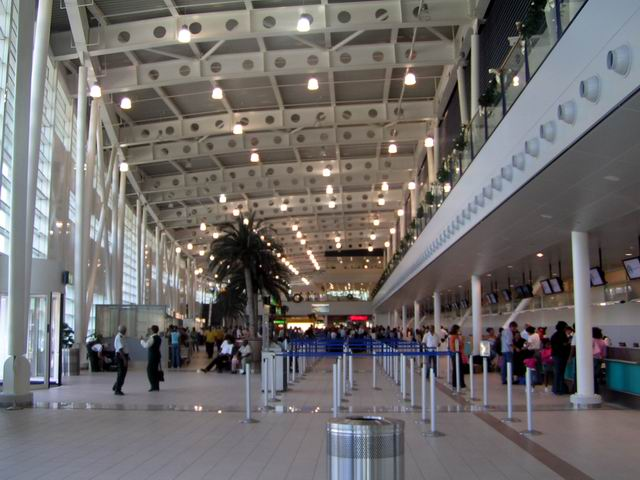
Nieuwe terminal van binnen (2006)

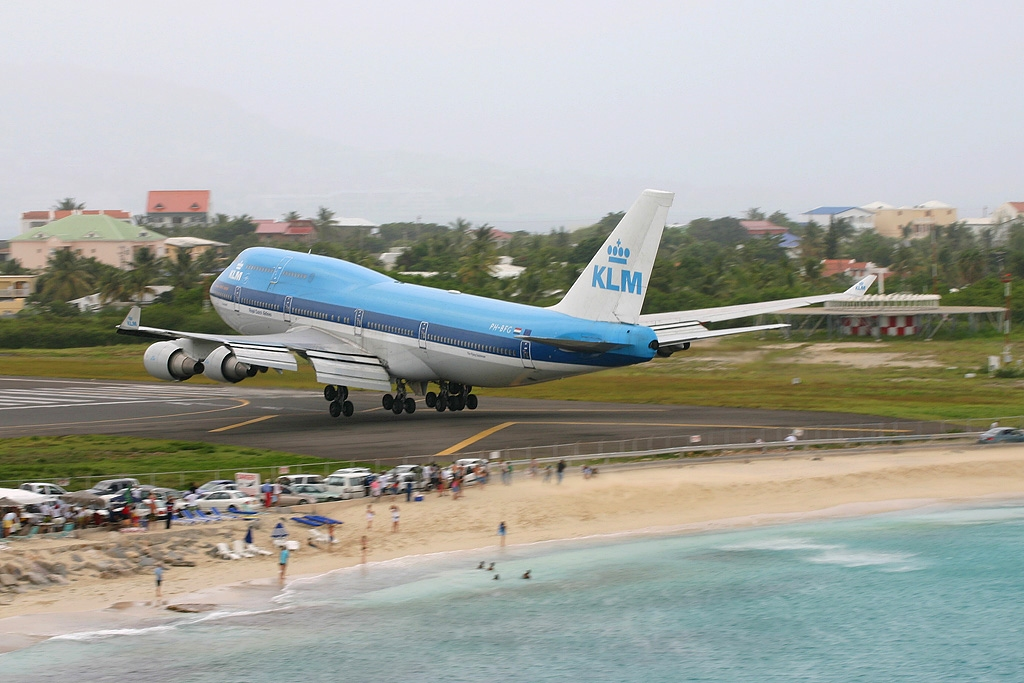
Tijdens de nadering voor baan 10 vliegen arriverende vliegtuigen zeer laag over Maho Beach

Princess Juliana International Airport is de luchthaven van het eiland Sint Maarten, zowel het Franse deel als het Nederlandse deel van het eiland. De luchthaven is genoemd naar de Nederlandse koningin Juliana, die nog kroonprinses was toen zij het vliegveld in 1943 opende. De naam wordt afgekort tot PJIA, de luchthavencodes zijn SXM (IATA) en TNCM (ICAO).
Het beheer is in handen van Princess Juliana International Operating Company N.V., dat volledig eigendom is van Princess Juliana International Airport Holding Company N.V.. Het bestuur van Sint Maarten is enig aandeelhouder van de holding.
Sinds 2001 zijn plannen ontwikkeld voor uitbreiding en vernieuwing van de luchthaven. Een nieuw luchthavengebouw, met een capaciteit van 2,5 miljoen passagiers per jaar is in november 2006 door koningin Beatrix officieel geopend.

## Faciliteiten

### Startbaan

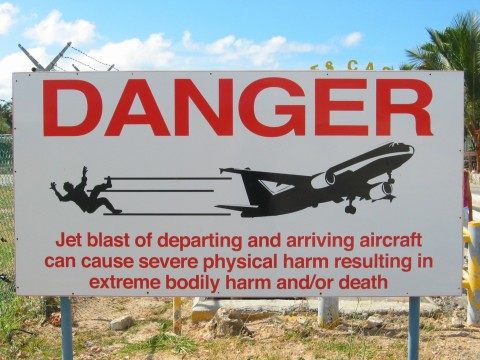

De luchthaven heeft een zeer korte startbaan van 2300 meter of 7546 voet, amper voldoende voor de grotere toestellen. Daarom moeten deze vliegtuigen extreem laag aanvliegen en ze vliegen soms maar enkele tientallen meters boven de strandgangers. Hierdoor staat de landing bekend als een van de gevaarlijkste ter wereld. Het strand is bovendien populair bij sensatiezoekers, ondanks waarschuwingsborden voor de gevaren van jetblast. Een vertrekkend vliegtuig kan de strandbezoekers (of alleen hun kleren) de zee in blazen.
De baan droeg tot eind 2008 de nummers 09/27 maar dat is toen gewijzigd in 10/28.
Op 28 oktober 2016 stopte KLM met de verbinding van Amsterdam via Curaçao uitgevoerd met Boeing 747-400, de laatste die de luchthaven aandeed. Vanaf 30 oktober werd de rechtstreekse verbinding driemaal per week gevlogen met de kleinere Airbus A330-200 die minder laag over Maho Beach aanvliegt.

### Navigatie
De nieuwe verkeerstoren, die officieel geopend werd in maart 2004, is uitgerust met twee radarsystemen met een bereik van 50 respectievelijk 250 zeemijl. Voor die tijd hadden verkeersleiders uitsluitend radio tot hun beschikking om de 4000 vierkante zeemijl waarvoor zij verantwoordelijk zijn te bewaken.
Beschikbare radio-navigatiehulpmiddelen zijn: VOR/DME en NDB.

### Luchthavencomplex
De algemene hoofdopstelplaats heeft een oppervlakte van 72.500 m², de oostelijke opstelplaats 5000 m² en voor vrachttoestellen is 7000 m² beschikbaar.
De vier etages tellende terminal heeft een vloeroppervlak van 27.000 m² en een capaciteit van 2,5 miljoen passagiers per jaar. De vertrekhal heeft 46 incheckbalies, 11 boardinggates, 5 douaneposten en 8 overstap-(transfer)balies. Voor aankomende passagiers zijn 10 douaneposten beschikbaar.
De vrachtterminal heeft een vloeroppervlak van 2000 m².

### Privétoestellen
Naast de lijndiensten en het vrachtverkeer kunnen ook privévliegtuigen het vliegveld aandoen. Voor passagiers die met deze categorie toestellen arriveren of vertrekken zijn aparte faciliteiten als douanecontrole en lounges beschikbaar in een eigen gebouw.

### Beschadigd
Op 6 september 2017 trok het oog van orkaan Irma over Sint Maarten. De verwoesting op het eiland was enorm en het vliegveld werd onbegaanbaar. De luchthaven was al uit voorzorg gesloten, maar de terminal werd zwaar beschadigd. Binnen enkele dagen kon de startbaan weer voor noodvluchten gebruikt worden. Op 10 oktober 2017 ging de luchthaven weer open voor commerciële lijndiensten.